# NBA中継 (NHK)
NBA中継（エヌビーエーちゅうけい）は、NHKがNBAの試合を中継して放送されていたスポーツ中継番組のひとつ。

## 概要
NHKにおけるNBA中継は80年代後半から毎年行われる。現在はNHK BS1でレギュラーシーズンからNBAファイナルまで週に2回の割合で放送される。開幕戦やNBAオールスター、NBAファイナルは生放送される機会が多い。また、NHK総合テレビで月に1回「NBAマガジン」が放送された。2017-18シーズンより日本国内の独占的な放映権を楽天が獲得したため、NHKでの放送は無くなった。

## 過去の放送日時
平年、毎年11月のレギュラーシーズン開始から翌年5月のカンファレンスファイナル（プレーオフ準決勝）までは主に日本時間の19時台・20時台と、深夜0時台・1時台（4月以後は1時台・2時台）に週2 - 3試合程度放送された。プレーオフファイナル（決勝戦）は原則として全試合を日本時間の早朝から昼時に生中継し、後日ハイビジョンで録画放送が行われた。
主な放送日時
毎週水曜、金曜、土曜 （変更あり）/ 同日深夜

## テーマソング
2003-04シーズン
- オープニング : Stick'em Up / Quarashi
- エンディング ： BOOM / P.O.D

2004-05シーズン
- オープニング : Scum of the Earth / Rob Zombie (-2007)
- エンディング ： You Want It All / Silvertide

2005-06シーズン
- エンディング ： Start It Up / Forty Deuce

2006-07シーズン
- エンディング ：To Be Loved / Papa Roach

2007-08シーズン
- エンディング ： Puddle Of Mudd / Famous

2008-09シーズン
- オープニング ： Points of Authority　/　リンキンパーク & ジェイ・Z (-2011)
- エンディング ： Kick it / 　Manafest

2009-10シーズン
- エンディング ： Crawl Back In / Dead By Sunrise

2010-11シーズン
- エンディング ： Baby (Rock Remix)　/　LL・クール・J （feat.リッチー・サンボラ）

2011-12シーズン
- エンディング ： This Means War / Nickelback

2012-13シーズン
- エンディング ： Still Swingin / Papa Roach

2013-14シーズン
- エンディング ： We Own It / 2 Chainz ft. Wiz Khalifa

2014-15シーズン
- エンディング ： Ten Feet Tall / Afrojack

2015-16シーズン
- エンディング ： Downtown / Macklemore & Ryan Lewis

## 解説者一覧
2011年時点
五十音順。
- 奥野俊一
- 河内敏光
- 北館洋一郎
- 北原憲彦
- 倉石平
- 塚本清彦
- 中原雄

2016-17年度のシーズンはジャパン・プロフェッショナル・バスケットボールリーグ（Bリーグ）に所属する選手を随時毎回1名ずつゲスト解説者として迎えた。

## 実況
2014 - 15シーズン
- 上野速人
- 小宮山晃義
- 坂梨哲士
- 塚本貴之
- 筒井亮太郎
- 戸部眞輔
- 福澤浩行
- 道谷眞平
- 向井一弘
- 森中直樹

過去
- 石川洋
- 栗田晴行
- 小池隆俊
- 白崎義彦
- 田代純
- 福原健一
- 増田卓
- 宮田貴行
- 根岸昌史
- 渡辺憲司

## NBAマガジン
毎月1回程度の日曜深夜（月曜未明）を中心に、総合テレビミッドナイトチャンネルの枠で放送される（主に中 - 下旬）。前月の放送後から1ヶ月のNBAの試合から好プレーの数々をハイライトで紹介する。塚本清彦（2007年 - 2008年シーズン以降は女優・水野裕子も同）による解説もある。